# Burzonești
Burzonești falu Romániában, Erdélyben, Fehér megyében.  Közigazgatásilag Aranyosszohodol községhez tartozik.

## Fekvése
Aranyosszohodol közelében fekvő település.

## Története
Burzoneşti korábban Aranyosszohodol része volt. 1956 körül vált külön 105 lakossal.
1966-ban 129, 1977-ben 108, 1992-ben 68, 2002-ben 78 román lakosa volt.